# Форт Сант Анджело
Форт Сант Анджело е голямо военно укрепление в град Биргу, под юрисдикцията на Република Малта и Суверенния Малтийски орден. Това е най-големият град на територията на ордена.
Точната година на построяване на форта е неизвестна и изследователите я отнасят към римско време. След това несъмнено сградите са пристроявани и укрепвани, като голямо допълнение е бойна кула, чиито останки се датират около XI век, когато Малта е под управлението на арабите. През XIV век, когато малтийският архипелаг е територия на Кралство Арагон, фортът получава название Кастел-а-Маре, което означава Морски замък. В същото време той е и резиденция на влиятелния род Нава, феодали на острова.
След това, когато на острова идват хоспиталиерите, в началото се установяват в Биргу и Форт Сант Анджело става резиденция на Великия магистър на ордена. Рицарите значително укрепват форта, благодарение на което през 1565 г. удържат на продължителна обсада отстрана на турските войски. След края на обсадата, хоспиталиерите решават да се преместят в най-мощната крепост на острова и през 1566 г. административната им столица се премества във Валета.
През 1998 г. Суверенният Малтийски орден сключва 99-годишен договор с правителството на Малта, според който укреплението е екстериториална територия под юрисдикцията на Малта и Суверенния Малтийски орден .